# Міша Маховальд
Мішель (Міша) Маховальд (англ. Michelle (Misha) Mahowald) (*1963 — †1996, Міннеаполіс (штат Міннесота)) — американський біолог, одна з піонерів в галузі інженерної нейробіології.

## Біографія
У своєму дівочому щоденнику вона використовувала ім'я Міша, але пізніше прийняла його як офіційне ім'я. Після закінчення школи, Міша вступила до Каліфорнійського Технологічного Інституту (англ. California Institute of Technology), закінчивши його з дипломом у галузі біології в 1985. Вона продовжила навчання в цьому інституті як аспірант (англ. PhD student)під керівництвом професора Карвер Міда (англ. Carver Mead), спеціаліста в галузі комп'ютерних технологій. Робота Міши Маховальд поєднувала галузі біології, комп'ютерні технології, схемотехніки в намаганні створити силіконову сітківку (англ. silicon retina).
В основі роботи силіконової сітківки Маховаль лежать електричні кола, які моделюють біологічні функції паличок і колбочок сітківки ока. Винахід Маховальд був не тільки оригінальним і корисним як пристрій для відновлення зору сліпих, але й був одним з найбільших проривів того часу в області схемотехні і біологічної інженерії того часу. Такий винахід дає право сказати, що Маховальд була однією з найкращих інженерів-жінок свого часу. Вона отримала ступінь доктора в галузі обчислювальної нейробіології в 1992 році. Статті Міши Маховальд по силіконовій сітківці та силіконовому нейрону були опубліковані в таких престижних наукових журналах як Scientific American та Nature. Також Міша Маховальд є автором чотирьох патентів у цій галузі та лауреатом премії під назвою Clauser Prize за її докторську роботу. Доповнена версія докторської дисертації Маховальд  [Архівовано 7 липня 2011 у Wayback Machine.] була опублікована в книжковій формі.
Згодом Міша Маховальд переїхала працювати до університету Оксфорд на один рік, де вона працювала з відомими нейробіологами Кеваном Мартіном (англ. Kevan Martin) та Родні Дугласом (англ. Rodney Douglas). Після завершення цього проекту Маховальд переїхала до Цюриху (Швейцарія), де вона брала участь в заснуванні інституту нейроінформатики (англ. Institute of Neuroinformatics), дослідницького інституту, завдання якого полягають у відкритті основних принципів роботи мозку і застосування цих знань в розробці штучних систем, які свідомо взаємодіють з реальним світом.
Як і багато інших геніїв, Маховальд була складною особистістю, зі конфліктуючими емоціями. В 1996 вона стала членом спілки «Жінки в технологіях» (англ. Women in Technology International (WITI) і внесена до залу слави (англ. Hall of Fame).
На жаль, Міша Маховальд померла того ж року в Цюриху у віці 33 років. Однак, вона запам'яталась світовій спільноті не тільки як один з піонерів в галузі інженерної нейробіології, але і як жінка-науковець.

## Публікації
В наведеному списку публікацій Міши Маховальд представлені статті з 1989 року до наших днів. Її ім'я продовжує з'являтись в наукових статтях навіть після її смерті в знак визнання її вкладу в ці роботи.

### 2000
- R. Hahnloser, R. Sarpeshkar, M. Mahowald, R.J. Douglas and S. Seung: «Digital selection and analog amplification co-exist in an electronic circuit inspired by neocortex», Nature, 405: 947–951, 2000

### 1999
- R.J. Douglas, C. Koch, M.A. Mahowald and K.A.C. Martin: «Recurrent excitation in neocortical circuits», Cerebral Cortex, Plenum Press, 1999
- R.J. Douglas, M.A. Mahowald and A.M. Whatley: «Strutture di Comunicazione Nei Sistemi Analogici Neuromorfi [Communications Infrastructure for Neuromorphic Analog Systems]», Frontiere della Vita, 3: 549–560, D.J. Amit and G. Parisi (Eds.), Enciclopedia Italiana, 1999
- R. Hahnloser, R. Douglas, M. Mahowald and K. Hepp: «Feedback interactions between neuronal pointers and maps for attentional processing», Nature Neuroscience, 2: 746–752, 1999
- P. Häfliger and M. Mahowald: «Weight vector normalization in an analog VLSI artificial neuron using a backpropagating action potential», Learning in silicon, G. Cauwenbergh (Ed.), Kluwer Academics, 1999
- P. Häfliger and M. Mahowald: «Spike based normalizing hebbian learning in an analog VLSI artificial neuron», Analog Integrated Circuits and Signal Processing, 18:(2/3) 133–140, Feb, 1999

### 1998
- P. Häfliger and M. Mahowald: «Weight vector normalization in an analog VLSI artificial neuron using a backpropagating action potential», Neuromorphic Systems, Engineering Silicon from Neurobiology:16, 191–196, L.S. Smith and A.Hamilton (Eds.), World Scientific, 1998
- C. Rasche, R. Douglas and M. Mahowald, «Characterization of a Pyramidal Silicon Neuron», Neuromorphic Systems: Engineering Silicon from Neurobiology:14, 169–177, L.S. Smith and A. Hamilton (Eds.), World Scientific, 1998

### 1996
- R. Douglas and M. Mahowald: «Design and fabrication of analog VLSI neurons», Methods in Neuronal Modelling: From Synapses to Networks, C. Koch and I. Segev (Eds.), MIT press, 1996
- R.J. Douglas, M.A. Mahowald and K.A.C. Martin: «Microarchitecture of Neocortical Columns», Brain theory — biological basis and computational principles, 75-95, A. Aertsen and V. Braitenberg (Eds.), Elsevier Science, 1996
- R.J. Douglas, M.A. Mahowald and K.A.C. Martin: «Neuroinformatics as explanatory neuroscience», Neuroimage, 4: 25-28, 1996
- R.J. Douglas, M.A. Mahowald, K.A.C. Martin and K.J. Stratford: «The role of synapses in cortical computation», Journal of Neurocytology, 25: 893–911, 1996
- P. Häfliger, M. Mahowald and L. Watts: «A spike based learning neuron in analog VLSI», Advances in neural information processing systems, 9: 692–698, 1996

### 1995
- R. Douglas and M. Mahowald: «A Constructor set for Silicon Neurons», An Introduction to Neural and Electronic Networks:14 277–296, S.F. Zornetzer, J.L. Davis, C. Lau and T. McKenna (Eds.), Academic Press, 1995
- R. Douglas and M. Mahowald: «Silicon Neurons», The Handbook of Brain Theory and Neural Networks 282–289, M. Arbib (Ed.), MIT Press, 1995
- R. Douglas, M. Mahowald and C. Mead: «Neuromorphic Analog VLSI», Annual Review of Neuroscience, 18: 255–281, 1995
- R.J. Douglas, C. Koch, M. Mahowald, K.A.C. Martin and H.H. Suarez: «Recurrent Excitation in Neocortical Circuits», Science, 269: 981–985, 1995

### 1994
- R.J. Douglas, M.A. Mahowald and K.A.C. Martin, «Hybrid analog-digital architectures for neuromorphic systems», Neural Networks, 1994 IEEE World Congress on Computational Intelligence, 3: 1848–1853, IEEE, 1994

### 1989
- M. Mahowald and T. Delbrück: «Cooperative stereo matching using static and dynamic image features», Analog VLSI Implementation of Neural Systems, 213–238, C. Mead and M. Ismail (Eds.), Kluwer Academic Publishers, 1989[5]